# 리카르도 바가두르
리카르도 바가두르(크로아티아어: Ricardo Bagadur, 1995년 9월 16일 ~ )는 크로아티아의 축구 선수이다. 현재 DSV 레오벤에서 수비수로 뛰고 있다.